# 黃仁 (影評人)
黃仁（1924年6月1日—2020年4月14日）， 本名黃定成，台灣影評人、台灣電影史研究家。1946年來到台灣後開始編寫劇評長達60年。2008年第45屆金馬獎獲頒發特別貢獻獎。2020年4月14日辭世。

## 著作
- 《日本電影在台灣》
- 《中外電影永遠的巨星》
- 《跨世紀華語電影創意先行者》